# Coronel Suárez
Coronel Suárez ist eine Stadt in der Partido Coronel Suárez in der Provinz Buenos Aires in Argentinien. Der Ort ist durch seine erhaltene wolgadeutsche Kultur berühmt. Zudem hat die Stadt viele berühmte Polo-Vereine und -Spieler. Die Stadt liegt in der Pampa.

## Geschichte
Ursprünglich hieß Coronel Suárez Sauce Corto und wurde Mitte des 19. Jahrhunderts zur Ehrung des Coronel der Argentinischen Armee Manuel Isidoro Suárez benannt, welcher im Spanisch-Amerikanischen Unabhängigkeitskrieg kämpfte.
1886 wurde rund 50 eingewanderten wolgadeutschen Familien aus Russland gestattet, Kolonien neben Coronel Suárez zu gründen. Am 26. März 1887 erreichten die wolgadeutschen Siedler das Gemeindegebiet und ließen sich als erstes in Zelten nieder, bis sie die drei Städte Santa Trinidad, San José und Santa María gründeten, die heute alle Ortsteile von Coronel Suárez sind. 
Nach der Zuwanderung durch die Wolgadeutschen und dem Erfolg der Land- und Viehwirtschaft in der Stadt wuchs die Bevölkerung rapide und so erhielt sie am 17. Juli 1934 das Stadtrecht.
Lothar Hermann, der Enttarner Adolf Eichmanns, lebte bis zu seinem Tod in Coronel Suárez.